# Fiordo di Flensburgo

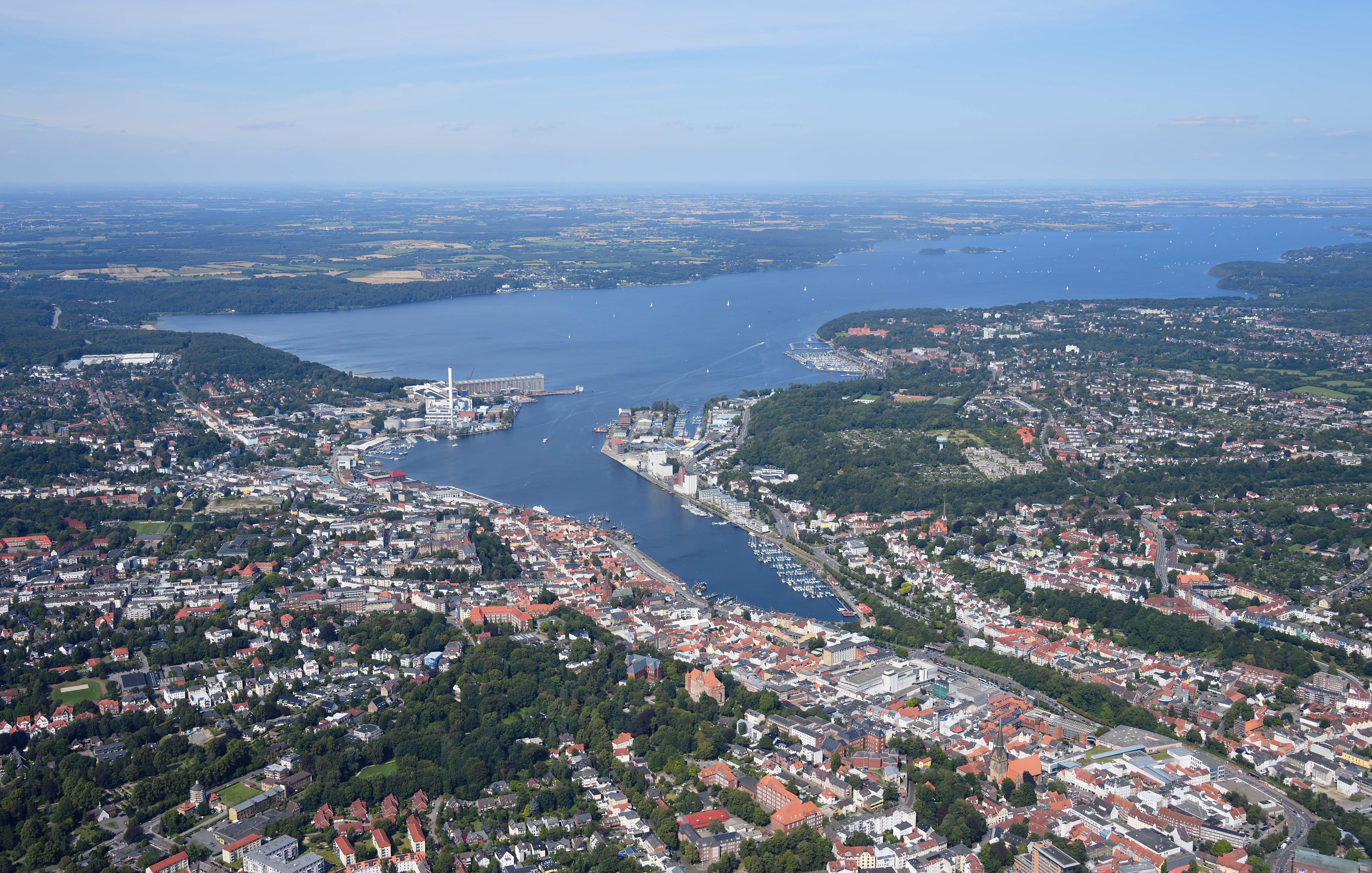
Il fiordo di Flensburgo con Flensburg in primo piano

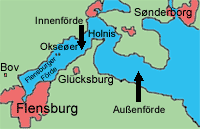
Mappa del Fiordo di Flensburgo

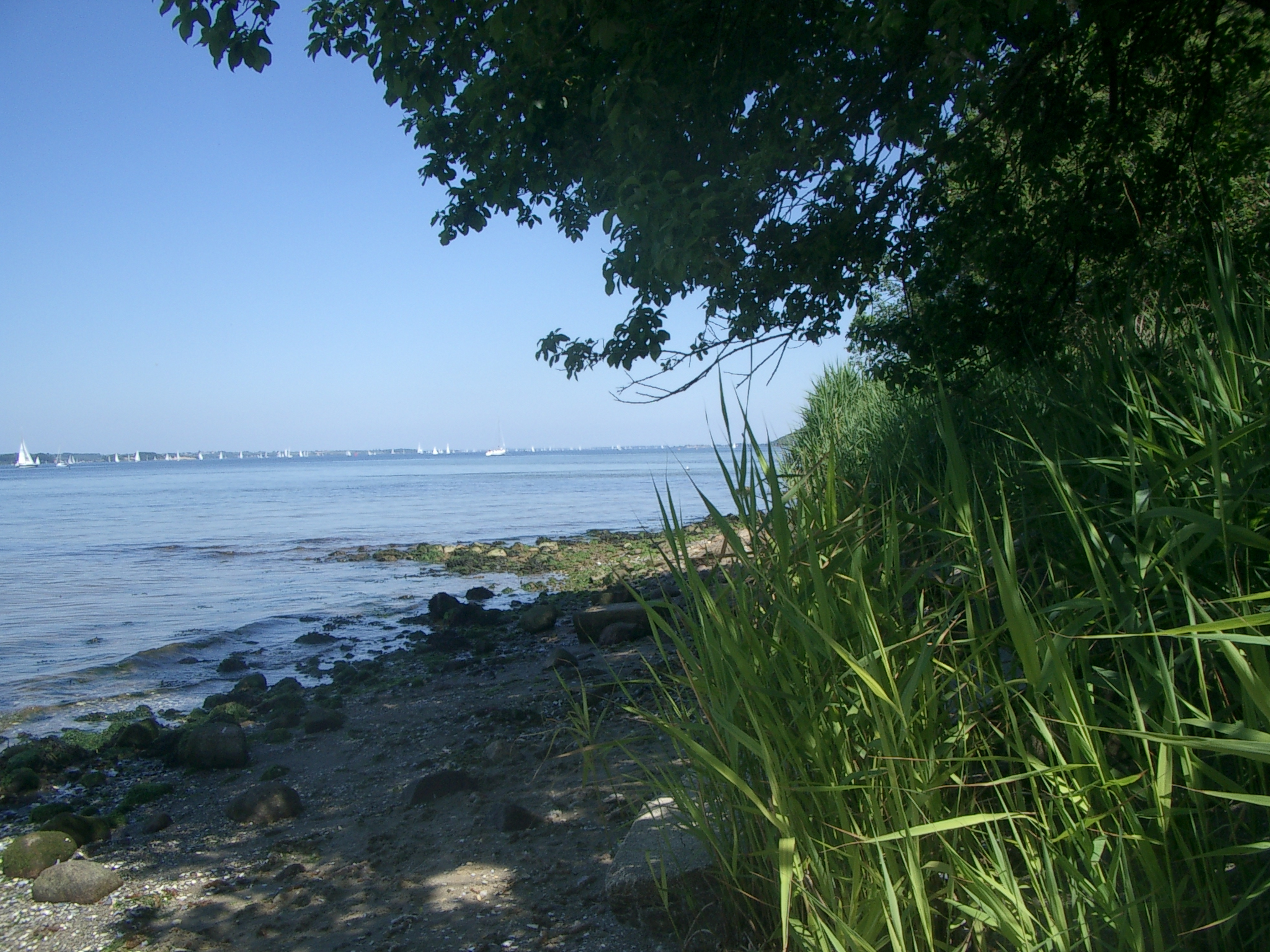
Tratto di costa lungo il fiordo di Flensburgo

Il fiordo di Flensburgo (tedesco: Flensburger Förde; danese: Flensborg Fjord) è il fiordo più occidentale del Mar Baltico. Segna il confine tra la Germania a sud e la Danimarca a nord. È lungo 40-50 km, a seconda della definizione dei suoi confini. Ha la superficie più ampia di tutti i fiordi dello Jutland orientale, che sono un tipo particolare di abisso, diverso dai fiordi geologici del resto della Scandinavia.

## Descrizione
Due penisole, la penisola di Broager a nord e la penisola di Holnis a sud, dividono il fiordo in una parte esterna e una interna. A ovest di esse, vicino alla costa danese, si trovano due piccole isole chiamate Okseøer.
Sul lato danese, la parte esterna del confine settentrionale del fiordo è formata dall'isola di Als con la città di Sønderborg. A ovest, sempre sul versante danese, si trovano Broager, Gråsten e Sønderhav.
In Germania, vicino al confine danese si trova Harrislee; nella parte più interna del fiordo si trova la città di Flensburgo, a est di essa, sulla sponda meridionale, la città di Glücksburg e le città di Munkbrarup, Langballig, Westerholz, Quern, Steinberg, Niesgrau, Gelting e Nieby.